# Jaap Kooijman
Jaap Kooijman (Sittard-Geleen, 24 april 1994) is een Nederlands wielrenner die anno 2018 rijdt voor Vlasman Cycling Team.

## Carrière
In 2017 behaalde Kooijman zijn eerste UCI-zege door de Midden-Brabant Poort Omloop op zijn naam te schrijven. De Brit Rory Townsend eindigde als tweede, voor Alexander Krieger.

## Overwinningen
2017
Midden-Brabant Poort Omloop

## Ploegen
- 2014 –  Parkhotel Valkenburg Continental Cycling Team
- 2015 –  Parkhotel Valkenburg Continental Team
- 2016 –  WV de Jonge Renner (clubteam)
- 2017 –  WV de Jonge Renner (clubteam)
- 2018 –  Vlasman Cycling Team
- 2019 –  Vlasman Cycling Team

Beukeboom · J. Bovenhuis · R. Bovenhuis · van der Burg · van den Dool · Duvigneau · Havik · Kooijman · Ottevanger · Stroetinga · Wennekes · van Zijl